# 다키오촌 (오이타현)
다키오촌(滝尾村)은 오이타현 오이타군에 있던 촌이다. 현재의 오이타시의 일부에 해당한다.